# اسکار گونزالس (بازیکن فوتبال اسپانیایی)
اسکار گونزالس (انگلیسی: Óscar González؛ زادهٔ ۱۲ نوامبر ۱۹۸۲) بازیکن فوتبال اهل اسپانیا است.
از باشگاه‌هایی که در آن بازی کرده‌است می‌توان به باشگاه فوتبال رئال وایادولید، باشگاه فوتبال المپیاکوس، و باشگاه فوتبال رئال ساراگوسا اشاره کرد.
وی همچنین در تیم ملی فوتبال زیر ۱۸ سال اسپانیا بازی کرده‌است.